# Andrew Hoepfner
Andrew Hoepfner ist ein US-amerikanischer Komponist, Sänger und Theaterregisseur aus New York. Bekannt wurde er als Bassist der Bands Saturday Looks Good to Me, Darwin Deez und als Sänger und Komponist seiner eigenen Band Creaky Boards. Mittlerweile widmet er sich seinem Theaterprojekt Houseworld und arbeitete als Session- und Livemusiker unter anderem mit David Byrne zusammen.

## Musik
Andrew Hoepfner stammt aus Michigan und zog Mitte der 2000er Jahre nach New York. Dort fasste er schnell Fuß in der örtlichen Musikszene und gründete die Band Creaky Boards. Bei deren Gitarrist Darwin Deez stieg Hoepfner dann als Bassist ein. Im Jahr 2009 beschuldigte Andrew Hoepfner Coldplay Teile ihres Songs „Viva La Vida“ beim Creaky Boards Song „The Songs That I Didn’t Write“ abgekupfert zu haben.
Nach mehreren internationalen Tourneen als Bassist von Darwin Deez gründete Hoepfner das kurzlebige Projekt „Give To Light“ und tourte als Bassist der New Yorker Band Caged Animals.

## Theater
Große Aufmerksamkeit bekam Hoepfner im Jahr 2015 mit dem Theaterprojekt Houseworld, das er entwickelte und als Regisseur und Produzent umsetzte. Für das Projekt verwandelten Hoepfner und sein Team ein altes Pfarrhaus in Flatbush in eine traumähnliche Umgebung. In den verschiedenen Räumen spielten Schauspieler und banden das Publikum in das Stück mit ein. Houseworld konnte in den Vereinigten Staaten die Presse von sich überzeugen. So äußerte sich die New York Times positiv über Houseworld.

## Diskografie

### Eigene Projekte
- Creaky Boards - Where's the Sunshine? (2007)
- Creaky Boards - Brooklyn Is Love (2008)

### Andere Projekte
- Saturday Looks Good to Me - Fill Up the Room (2009) - Bass und Background-Gesang
- Darwin Deez - Darwin Deez (2009) - Komposition und Background-Gesang
- Caged Animals - In the Land of Giants (2013) - Komposition
- Future Wife with David Byrne and Laurie Anderson - We're Gonna Die (2013) - Bass
- Boo Hoo - Olympic Village Blues (2015) - Bass und Background-Gesang
- Boo Hoo - Lushly (2017) - Bass